# Trolley：命運交叉點
《Trolley：命運交叉點》（： Teurolri），為韓國SBS於2022年12月19日起播出的月火連續劇，由參與《Stove League》、《紅天機》的金文教導演與《你喜歡布拉姆斯嗎》柳寶利編劇合作打造。劇情講述一位國會議員妻子為隱藏自己的過往，一直安靜低調生活，但隨著她的祕密被公諸於世，她和丈夫將面臨很多艱難的處境和抉擇。是一部懸疑兩難的愛情電視劇。
Netflix自12月19日起每週一、二臺灣時間晚間十點半上線。

## 演員陣容

### 主要人物
| 演員                    | 角色   | 介紹 |
| 金賢珠 （青年：鄭以珠） | 金惠調 | 中道的妻子。修繕圖書的書籍修復師。雖然是連任國會議員的妻子，但截至今日，包含丈夫選舉期間在內，她也從未對外曝光過。 在當志工時，她與中道相遇並墜入愛河。但中道抱有的政治夢想，對想要過平凡生活的惠調來說，太過於負擔。但惠調愛上了中道，最後也選擇了他。對於從小不知道父母是誰，獨自長大的惠調而言，中道是她第一個家人，也是她自己選擇要共組家庭的人。 8年前，中道被推選為比例代表國會議員。惠調不敢相信是國會議員，雖然她一直覺得這件事總有一天會發生，但真的成為現實以後，惠調有段時間變得非常茫然手足無措。不過，她知道中道是怎樣的人，她知道爲什麼他想要從政。惠調尊重中道的想法，但條件是絕不能對外公開自己是政治家南中道的妻子。 當上不分區國會議員，中道之後又選上區域國會議員，現在要再拼第二次連任。他一直守著讓惠調安靜生活的約定，所以最初惠調對丈夫成爲國會議員這件事的茫然恐懼也漸漸淡化了。 但因為一件意想不到的事，惠調在世人面前曝光，她埋藏很久的祕密開始動搖一切。 惠調想著：「到底是從哪裡開始出錯的？ 難道是與夢想成爲政治家的男人結婚就開始出錯了嗎？ 還是⋯⋯我起初就不該愛你呢？」 「但有一點是肯定的。不管以後會發生什麼事，我都不會後悔愛上這個善良的男人。」 對現在的惠調來說⋯⋯一切都變得很陌生，就連心愛的丈夫也是⋯⋯ |
| 朴喜洵 （青年：金秀吾） | 南中道 | 惠調的丈夫。連任國會議員，選區是首爾新陽區。 從司法研修院畢業後，在自己出生長大的地方開了一間小型律師事務所。在爲弱勢辯護，默默進行捐款和志工活動時，遇見了惠調。但想要過安靜生活的惠調對中道所抱持的政治夢，感到非常不安和排斥。 所以中道向她約定，即使有一天他會從政，他也會保護她，不會讓自己的政治工作影響到妻子的生活。雖然知道妻子不對外幫忙他的政治活動，對夢想成爲政治家的自己來說是很大的弱點，但中道真的非常愛惠調… 爲了讓世界變成更好的地方，8年前他獲得大韓黨比例代表推選，首次進入國會。之後透過區域選舉，他在自己出生長大，首爾經濟最落後地區之一的新陽區參加競選，並再次當選國會議員。 對於不分區出身，甚至要挑戰連任的國會議員來說，這是非常困難的選區。而且，現在距離選舉投票只剩半年左右。 就像從政以前一樣，他也經常想爲汝矣島的弱勢發聲。但他提出的法案經常遭到守護既得利益者的國會議員強烈反對。但中道在擔任國會議員期間，從地方嶄露頭角，漸漸成為全國熟悉的人物。透過幾次國政監察和聽證會，他成了一位相當成功的年輕政治家。 在擔任國會議員7年半的時間裡，中道爲了守住與惠調的約定而竭盡全力。平時被指責沒有好好鞏固地方票源，就連選舉期間妻子也沒露面的箭都射向了自己。但對於中道來說，遵守與心愛妻子的約定比什麼都重要。 不過⋯⋯有一天，發生了一件他連想都不曾想過的事⋯⋯惠調的祕密被公諸於世 但中道並沒有慌掉，他認為自己翻盤就行了，而且他一定會那麽做。 只是，「親愛的⋯⋯親愛的惠調啊，不要懷疑我對妳的心⋯⋯好嗎」 |
| 金武烈                  | 張友材 | 中道的首席輔佐官。除了惠調之外，他是最信任中道的人，也是中道最信任的人。 剛當上電視臺社會部記者時，認識了律師南中道。他認爲即使自己無法改變世界，但南中道也能做得到。因此，中道首次當上國會議員時，他便離開電視臺和他一起進入國會。現在作爲首席助理，幾乎所有時間都和中道在一起。 從裡到外辦事能力極強，能夠迅速判斷狀況。每當中道偶爾表現出多愁善感的面貌，讓他振作的也是佑宰。不是說刻薄或人際關係不好，他和大家關係都還行，但其實和誰都不是很親近。 他認爲中道需要全力支持他政治工作的配偶。這不關乎性別，而政治家的配偶就會遇到這種特殊狀況。所以惠調不可能會同意他的論調。 他對中道沒有其他太大的不滿，但唯獨這點，中道沒能說服惠調平時和他一起維繫地方票源，參加選舉活動這一點是不滿的。 「但又能怎樣？我選擇南中道就是最好的選擇，之後也會是最好的選擇，我一定會讓他變成這樣。我好不容易能在汝矣島國會吹江風，我能把我的人生賭在這個人身上嗎？」 「所以請議員回答我，您夢想的世界和夫人，如果只能擁有一個，您要選擇哪一個？」 |
| 鄭受彬                  | 金秀彬 | 因為父母離婚而在兒童之家生活，把自己的生存與安危視為第一位。和完全不同世界的金惠調、南中道夫婦糾纏在一起掀起波瀾。 |

### 惠調的家人
| 演員   | 角色   | 介紹 |
| 徐正妍 | 玄麗真 | 小時候和中道在同一個社區長大的鄰居姐姐。 受中道和惠調所託，她買下中道母親生前經營的刀削麵店，成爲了老闆。之後惠調因為懷孕和育兒生活很辛苦，便拜託汝珍來和他們一起住。她和惠調非常親，就像親姐妹一樣。雖然沒有生病，但身體很虛弱，所以只在麵店客人最多的中午時間營業。                                                           |
| 崔明彬 | 南潤曙 | 惠調和中道的女兒。國中二年級，是學校成績頂尖的資優生。爸爸是國會議員，對她而言沒有任何好處，反而因爲媽媽的嚴格管教，讓她覺得很煩。她也不敢對周遭的人說自己的爸爸是國會議員。 |
| 鄭澤玄 | 南智薰 | 南中道與第一任妻子的兒子，生母在智薰滿週歲前就因癌症去世。中道與惠調結婚後，智薰從幼兒園時期開始叫惠調“媽媽”。智薰從青春期開始反叛，就連訓斥、哄騙、哭鬧祈禱的惠調到最後都幾乎放棄，最終被高中退學的智薰因不斷的飲酒闖禍而登上新聞。最近因對路人施暴被判刑四個月，不久前剛出獄。 但回歸社會不足半個月，智薰的屍體在漢江被發現。 |

### 中道的輔佐團隊
| 演員   | 角色   | 介紹 |
| 尹嗣捧 | 金光娜 | 五級秘書官，對社會弱勢群體和少數群體的相關政策很感興趣。                                                                                     |
| 鄭順元 | 高珉碩 | 五級秘書官，之前在NGO機構工作，後來作為六級秘書開始了汝矣島的生活。                                                                          |
| 崔秀林 | 崔慈英 | 六級秘書，七年半前通過行政研究院前輩的介紹，報考了中道的九級行政秘書而開始汝矣島的生活。                                                     |
| 李載九 | 朴斗燮 | 七級隨行駕駛秘書，在加入中道的團隊前，在國會一直擔任多名議員的隨行秘書。                                                                     |
| 李昌元 | 李康浩 | 汝矣島議員辦公室的老么，是國會中為數不多的男性行政秘書。除了秘書的基本工作外，他還負責辦公室的管理和維護，以及中道的行程管理和發票處理工作。 |
| 李養熙 | 劉運奎 | 中道位於新陽區池清洞區域事務所的區域輔佐官。                                                                                                 |
| 周勝民 | 李成勳 | 中道位於新陽區池清洞區域事務所的秘書。 |
| 申彩英 | 趙妍雨 | 中道位於新陽區池清洞區域事務所的實習秘書。                                                                                                   |

### 榮山的人
| 演員                    | 角色   | 介紹 |
| 柳賢慶 （青年：吳裕珍） | 陳丞喜 | 惠調的高中同學、基永的妻子。 三年前獨自去加拿大進修，最近回國，偶然得知中斷聯繫了很久的惠調的近況。比任何人都清楚惠調隱藏的祕密，也是徹底動搖惠調人生的人物。 |
| 奇太映 （青年：金日智） | 崔基永 | 丞喜的丈夫。 和丞喜、惠調都上同一所高中，上大學後和父母移民澳洲，幾年前暫時回國，偶然和丞喜相遇並和她結婚。目前正在榮山經營室內高爾夫球場。                   |
| 吉海妍                  | 李流新 | 丞喜的母親，五選議員姜循弘的小姨子。 “沒有踏上宥信的土地就無法遊走於榮山”的忠北榮山鄉紳，儘管擁有很多世代相傳的房產，卻仍然對土地執著。                       |
| 李敏宰 （青年時期）     | 陳丞昊 | 丞喜的龍鳳胎哥哥。 |

### 國會的人
| 演員   | 角色   | 介紹 |
| 金美卿 | 禹珍碩 | 大韓黨黨主席，法官出身。 8年前提拔律師南中道，並推薦他爲比例代表國會議員。在上次選舉時，她也發揮很大的影響力，讓中道獲得地方提名。在大韓黨國會議員候選人中，她最常出現在中道的演說場合上，所以大家都認為她很疼惜中道⋯⋯從某種程度來說，這句話應該是對的，至少目前是這樣。 |
| 張光   | 姜循弘 | 第五次當選的保國保民黨最高委員。 在忠北榮山鄉紳的岳母家支持下進入政界，因此在任期間給岳母家的親戚提供了很多便利。把從國會國土委得到的榮山土地開發計劃轉交給小姨子，中道對此提出土地投機疑惑後，心裡變得很不舒服。                                                        |

### 其他人物
| 演員   | 角色   | 介紹                                                 |
| 元美元 | 趙貴順 | 惠調經常光顧的榨油店老闆，孫女因性騷擾事件而自殺。   |
| 姜智宇 | 權多絮 | 潤曙在學校裡最好的朋友，連最瑣碎的小事都會彼此分享。 |
| 朴姃言 |        | 惠調的高中班主任。                                   |
| 尹瑟   | 鄭京恩 | 執著揭露與南中道相關事件的記者。                     |
| 金均夏 |        | 金秀彬、南智薰的朋友。                               |

### 特別出演
| 演員   | 角色 | 介紹                           |
| 白智媛 |      | 光顧惠調書籍修復工作室的客人。 |
| 裴海善 |      | 金秀彬的母親。                 |
| 郑熙泰 |      | 玄麗真的前夫、李寀恩的父親。   |

## 原聲帶
- Part.1（發行日期：2022年12月19日）

| 曲序 | 曲目                  | 演唱   | 时长 |
| ---- | --------------------- | ------ | ---- |
| 1.   | Falling Down          | 趙賢雅 | 3:39 |
| 2.   | Falling Down（Inst.） |        | 3:39 |

- Part.2（發行日期：2022年12月26日）

| 曲序 | 曲目                  | 演唱   | 时长 |
| ---- | --------------------- | ------ | ---- |
| 1.   | Into the Sky          | Floody | 4:00 |
| 2.   | Into the Sky（Inst.） |        | 4:00 |

- Part.3（發行日期：2023年1月30日）

| 曲序 | 曲目             | 演唱  | 时长 |
| ---- | ---------------- | ----- | ---- |
| 1.   | Villain          | KLANG | 3:08 |
| 2.   | Villain（Inst.） |       | 3:08 |

- Part.4（發行日期：2023年2月6日）

| 曲序 | 曲目                  | 演唱            | 时长 |
| ---- | --------------------- | --------------- | ---- |
| 1.   | Lost the way          | SAVINA & DRONES | 4:29 |
| 2.   | Lost the way（Inst.） |                 | 4:30 |

## 收視率
| 季數 | 季數 | 每季集數 | 每季集數 | 每季集數 | 每季集數 | 每季集數 | 每季集數 | 每季集數 | 每季集數 | 每季集數 | 每季集數 | 每季集數 | 每季集數 | 每季集數 | 每季集數 | 每季集數 | 每季集數 |
| 季數 | 季數 | 1        | 2        | 3        | 4        | 5        | 6        | 7        | 8        | 9        | 10       | 11       | 12       | 13       | 14       | 15       | 16       |
| ---- | ---- | -------- | -------- | -------- | -------- | -------- | -------- | -------- | -------- | -------- | -------- | -------- | -------- | -------- | -------- | -------- | -------- |
|      | 1    | 795      | 728      | 待定     | 620      | 待定     | 待定     | 756      | 624      | 719      | 625      | 待定     | 551      | 待定     | 659      | 749      | 716      |

| 集數       | 播出日期   | 尼爾森收視率     | 尼爾森收視率   | TNMS收視率       |
| 集數       | 播出日期   | 大韓民國（全國） | 首爾（首都圈） | 大韓民國（全國） |
| ---------- | ---------- | ---------------- | -------------- | ---------------- |
| 1          | 2022/12/19 | 4.6%             | 4.7%           | 4.8%             |
| 2          | 2022/12/20 | 4.5%             | 5.1%           |                  |
| 3          | 2022/12/26 | 3.8%             | 4.0%           |                  |
| 4          | 2022/12/27 | 3.6%             | 3.9%           |                  |
| 5          | 2023/01/02 | 3.9%             | 4.7%           |                  |
| 6          | 2023/01/03 | 3.5%             | 4.2%           |                  |
| 7          | 2023/01/09 | 4.2%             | 4.9%           | 4.3%             |
| 8          | 2023/01/10 | 3.7%             | 4.0%           |                  |
| 9          | 2023/01/16 | 4.4%             | 4.9%           | 3.8%             |
| 10         | 2023/01/17 | 3.3%             | 3.3%           |                  |
| 11         | 2023/01/30 | 3.3%             | 3.7%           |                  |
| 12         | 2023/01/31 | 3.5%             | 3.9%           | 3.5%             |
| 13         | 2023/02/06 | 3.6%             | 4.3%           |                  |
| 14         | 2023/02/07 | 3.6%             | 3.9%           | 3.5%             |
| 15         | 2023/02/13 | 4.2%             | 4.7%           | 3.7%             |
| 16         | 2023/02/14 | 4.2%             | 4.7%           | 3.9%             |
| 平均收視率 | 平均收視率 | 3.9%             | 4.3%           | －               |

- 收視最低的集數以藍色表示，收視最高的集數以紅色表示，而空格則表示該集的收視沒有相關數據。

## 同時段競爭作品
- KBS2月火連續劇：《謝幕》、《頭腦共助》
- tvN月火連續劇：《Missing：他們存在過2》、《青春月譚》
- ENA 月火連續劇：《什麼都不想做》

## 記事
- 劇中金秀彬一角原定由金賽綸出演，因酒後駕駛自撞事故引發爭議後主動退出，最終由鄭受彬接替出演。[7][8]
- 在《Trolley》播出之前，Netflix即宣布金賢珠和朴喜洵將在原創影集《先山》中，展開第二次合作。[9]
- 此劇於 IMDb 上的平均觀眾得分為8.5[10]。

## 奖项荣誉
| 年份   | 颁奖礼      | 奖项                                    | 入围者 | 结果 | 参考                 |
| ------ | ----------- | --------------------------------------- | ------ | ---- | -------------------- |
| 2023年 | SBS演技大奖 | 迷你连续剧爱情喜剧部门 女子最优秀演技奖 | 金賢珠 | 提名 | [ 11 ] [ 12 ] [ 13 ] |
| 2023年 | SBS演技大奖 | 迷你连续剧爱情喜剧部门 男子最优秀演技奖 | 朴喜洵 | 提名 | [ 11 ] [ 12 ] [ 13 ] |
| 2023年 | SBS演技大奖 | 迷你连续剧爱情喜剧部门 男子最优秀演技奖 | 金武烈 | 提名 | [ 11 ] [ 12 ] [ 13 ] |
| 2023年 | SBS演技大奖 | 迷你连续剧爱情喜剧部门 女配角奖         | 徐正妍 | 獲獎 | [ 11 ] [ 12 ] [ 13 ] |
| 2023年 | SBS演技大奖 | 迷你连续剧爱情喜剧部门 女配角奖         | 柳賢慶 | 提名 | [ 11 ] [ 12 ] [ 13 ] |
| 2023年 | SBS演技大奖 | 迷你连续剧爱情喜剧部门 男配角奖         | 郑顺元 | 獲獎 | [ 11 ] [ 12 ] [ 13 ] |
| 2023年 | SBS演技大奖 | 新人演技奖                              | 鄭受彬 | 獲獎 | [ 11 ] [ 12 ] [ 13 ] |
| 2023年 | SBS演技大奖 | 青少年演技奖                            | 崔明彬 | 提名 | [ 11 ] [ 12 ] [ 13 ] |

## 外部連結
- 韓國SBS官方網站
- 在Netflix上觀看《Trolley：命運交叉點》
- Daum上《Trolley：命運交叉點》的資料

| SBS 月火劇                                         | SBS 月火劇                                            | SBS 月火劇 |
| -------------------------------------------------- | ----------------------------------------------------- | ---------- |
|                                                    | Trolley：命運交叉點 （2022年12月19日－2023年2月14日） |            |
| 青春應援Cheer Up （2022年10月3日－2022年12月13日） | 花書生熱愛史 （2023年3月20日－2023年5月16日）         |            |